# 所作
| ウィキペディアには「所作」という見出しの百科事典記事はありません（タイトルに「所作」を含むページの一覧/「所作」で始まるページの一覧）。 代わりにウィクショナリーのページ「所作」が役に立つかもしれません。 |